# 미국의 흑인 민권 운동

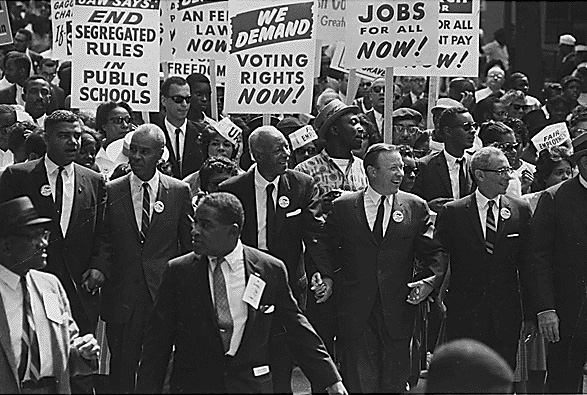
1963년 워싱턴 기념비에서 링컨 기념비까지 행진하는 워싱턴 참가자들과 지도자들에 대한 행진

아프리카계 미국인 민권 운동(African-American Civil Rights Movement)은 1950년대에서 1960년대에 걸쳐 미국의 흑인 (아프리카계 미국인)이 시민권 신청과 인종 차별의 해소를 요구한 대중 운동이다. 일반적으로 1954년 브라운 대 토피카 교육위원회 재판과 1955년 몽고메리 버스 보이콧부터 시작되었다고 본다.
1964년 민권법과 1965년 투표권법에 따라 결실을 맺었다. 흑인인권운동은 미국사회에서 흑인에 대한 백인의 차별과 억압에 대항한 흑인들이 자신들의 주체적인 인권을 보장받기 위해 벌이는 운동이다.

## 주요 운동

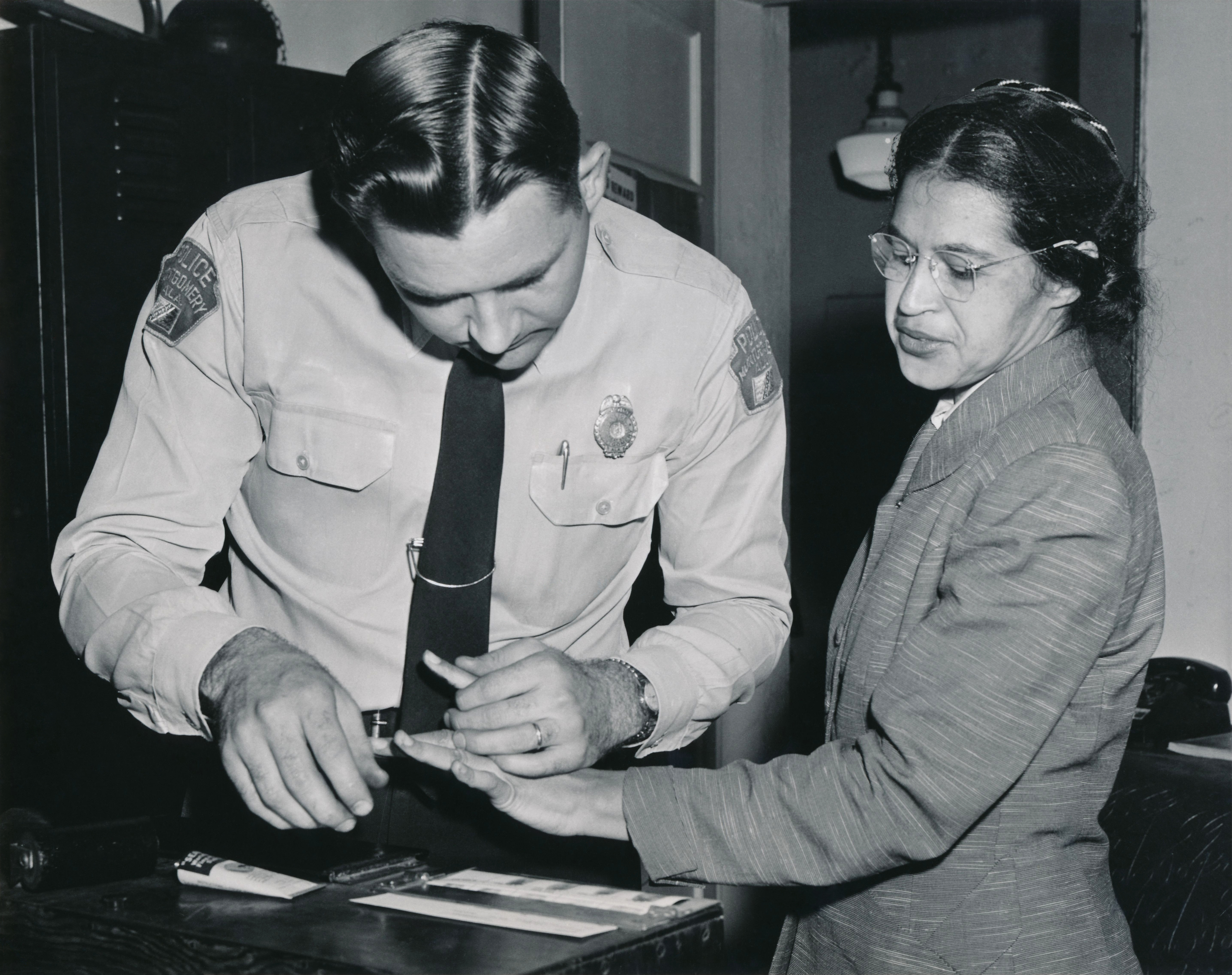
로자 파크스는 백인에게 버스에서 자리를 양보하지 않은 혐의로 체포된 후 지문을 찍었다.

### 몽고메리 버스 보이콧

#### 발단
1950년대 당시 미국사회는 백인과 흑인의 구분이 뚜렷하여 버스나 벤치와 같은 공공장소에서 백인과 흑인의 전용칸이 따로 존재했다. 이 사건은 1955년 12월, 흑인 여성 로자 파크스가 백인에게 자리 양보를 하라는 버스 기사의 요구를 거절한 사건으로, 그 결과 그녀는 ‘흑백 인종분리법’ 위반으로 체포되었다.

#### 전개
앨라배마 NAACP의 의장인 E. D. 닉슨 (E.D.Nixon)은 이번 사건을 계기로 흑인들의 파업과 버스 승차거부를 주장하였고, 흑인교회 목사들과 함께 몽고메리 개선협회(Montgomery Improvement Association. MIA)를 구성하였고, 마틴 루터 킹(Martin Luther King, Jr,)을 협회의 의장으로 추천하였다. 흑인들이 승차거부에 동참한 지 3일 후, 마틴 루터 킹은 몽고메리의 시장 W. A. 게일(W.A Gayle)을 만나 합의를 도출 하려 했으나 성과가 없었고, 백인들은 흑인들의 요구를 무시했다. 1956년 1월 말, 흑인들의 버스승차 거부운동이 사그라지지 않자 게일 시장은 강경책을 선언하였고 흑인들을 억압하는 공식적인 정책이 시행되었다. 그 결과 승차거부에 동참한 많은 흑인들은 일터에서 쫓겨났다. 버스에서 흑인과 백인의 분리를 지속하려는 시당국에 대해 연방 지방 법원은 이러한 행위는 위헌이라 규정했고, 이에 시 당국은 대법원에 즉시 항소하였다. 이는 "브로더 대 게일" (Browder v. Gayle) 재판으로 불린다. 그리하여 1956년 11월, 미합중국 대법원은 연방 지방 법원의 결정을 지지한다는 판결을 내리게 되었고 1년이 넘는 투쟁 끝에 흑인들은 좋은 성과를 거두었다 .

#### 성과
몽고메리의 버스 승차거부 운동은 특히 인종차별이 심한 남부지역에서 흑인들의 조직된 시위를 통하여 그들이 원하는 바를 성취해낼 수 있었다는 본보기가 되었다. 또한 이 사건을 계기로 흑인들은 그들의 인권과 자유를 되찾기 위해 조직적인 대중시위를 펼치게 되었다.

### 싯인 운동

#### 발단
1960년 노스캐롤라이나 주의 그린스보로에 있는 흑인 대학신입생 4명은 백인들만 식사할 수 있는 울워스 식당에 가기로 결정하였다. 그러나 식당에서 그들의 주문은 거절당하였으며, 그들이 식당을 떠나려 하지 않자 주인은 식당 문을 닫아 버렸다. 다음날 그들은 다시 그 식당으로 갔고, 계속해서 이 일이 반복되어 다른 흑인들도 그들의 행동에 동참했다.

#### 전개

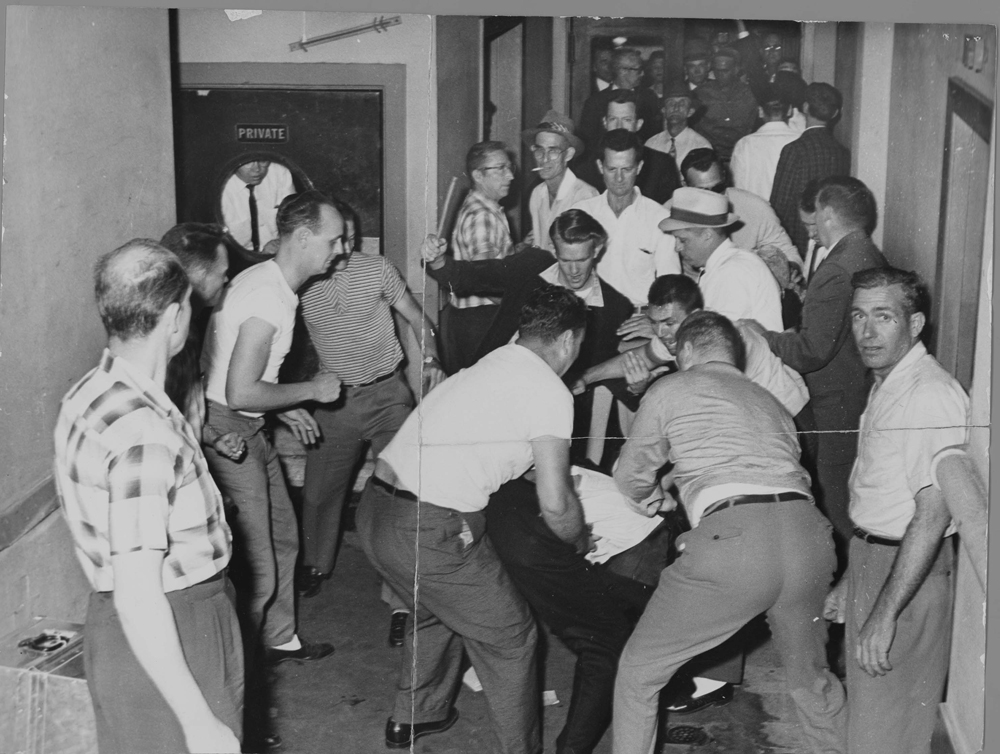
폭도들이 버밍엄의 프리덤 라이더스를 구타한다. 이 사진은 FBI에 의해 구타를 당하고 카메라가 박살난 지역 기자로부터 회수되었다.

울워스 식당에서의 연좌 운동이 시작된 지 2주일 만에 운동은 남부 5개 주 15개 도시로 빠르게 퍼져 갔다. 1960년 4월 21일, 45명의 학생들이 권리 침해 및 불법침입의 이유로 구속되었다. 이 사건으로 인해 여러 상점을 상대로 거대한 불매운동이 실시되었다. 1960년 4월에 이르러 이 운동은 78개 남부도시와 주변 흑인 공동체로 퍼져 나가 2,000여명의 학생들이 체포되었고 1년 후에는 그 수가 2배로 늘었다. 학생들의 연좌농성이 증가하자 인종주의자들과의 긴장이 증폭되어 폭력사태가 빈번하게 발생하였다. 1960년 10월, 루서 킹과 36명의 학생들이 백화점에서 연좌 농성을 하던 중 구속되는 사태가 발생하면서 이에 항의하는 더 많은 흑인 시위대가 운집하였다. 이 과정에서 57명이 구속되었다. 1961년에 들어서도 농성과 체포는 계속되었고, 결국 1961년 9월 27일 애틀란타에서도 흑백분리가 철폐되기 시작했지만, 흑백분리가 깊게 자리한 몇몇 남부지역에서는 흑인들이 만족할 만한 승리를 거두지 못했다.